# Fudepen

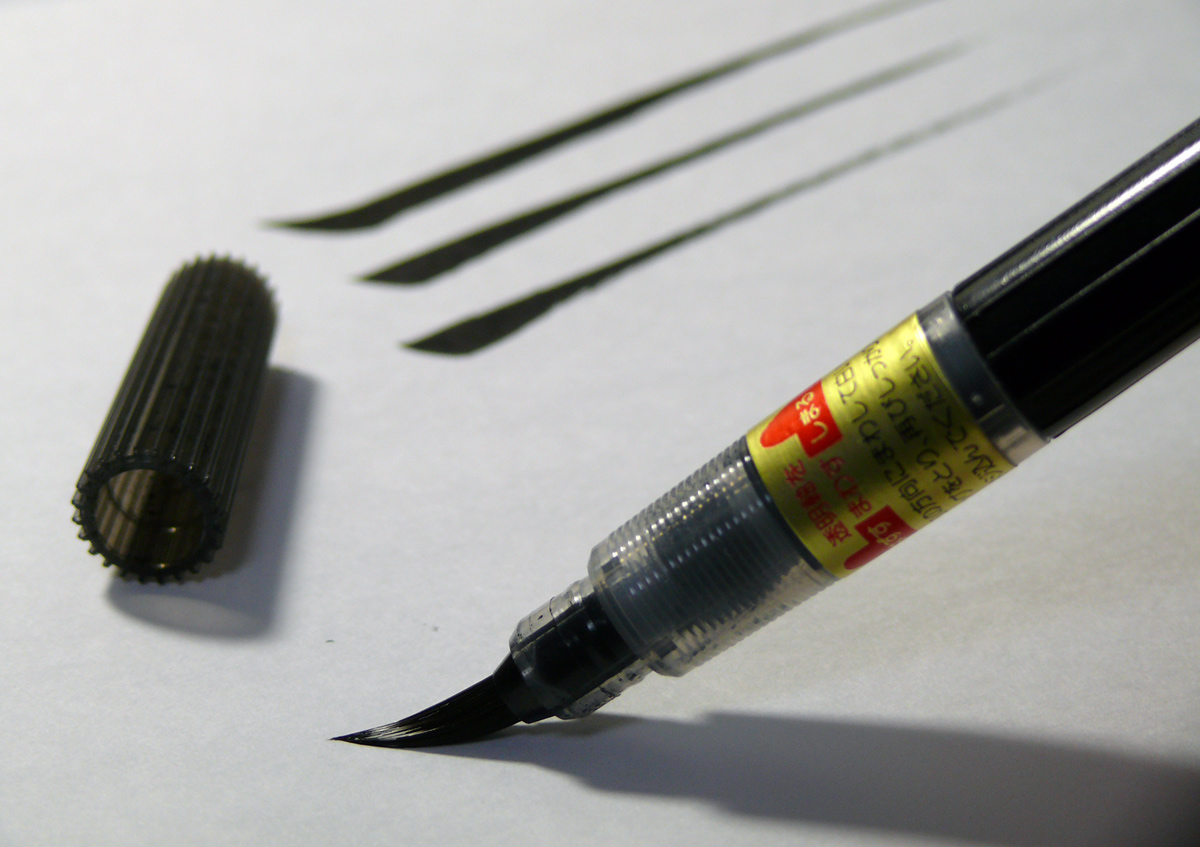
Fudepen.

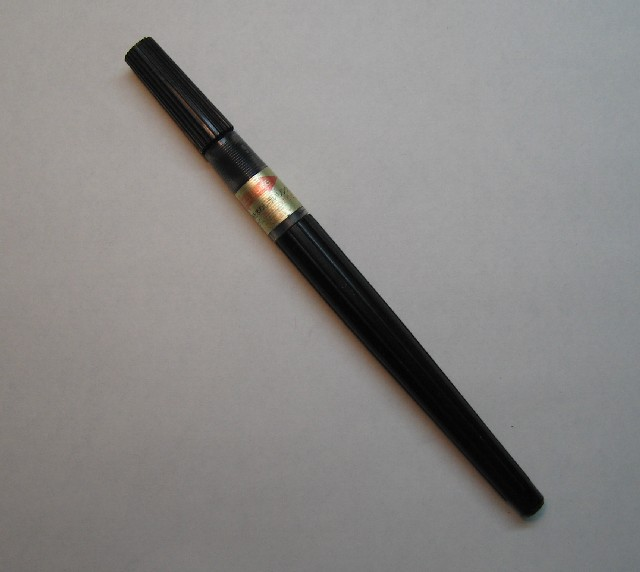
Fudepen.

Un fudepen (筆ペン?) es un instrumento de escritura inventado en Japón. Su nombre proviene del japonés 筆(ふで), que significa pincel, y ペン, que es una palabra importada del inglés pen que significa bolígrafo.
Consiste en un pincel con un depósito de tinta en el cuerpo que, con una leve presión del mismo, proporciona tinta al pincel para poder escribir o dibujar.
Este sistema, muy similar en concepto a las estilográficas inventadas en Europa, permite a los japoneses tener siempre listo un pincel con tinta, portátil, que pueden utilizar en cualquier momento y lugar.
En Japón la escritura ha sido tradicionalmente con pincel, usando un proceso laborioso de fabricación de tinta líquida a partir de una barra de tinta sólida. Posteriormente empezó a utilizarse tinta que se vende líquida, pero que generalmente es necesario rebajar con agua, o al menos, verterla en un recipiente para poder ser utilizada. Además, los pinceles deben lavarse cuidadosamente tras su uso.
El fudepen ahorra este trabajo ya que no necesita ser lavado tras su uso. Sólo es necesario taparlo para guardarlo. 
El depósito de tinta suele ser desechable, pudiendo sustituirse o rellenarse cuando la tinta se acabe.
Los pelos del pincel tradicional son de algunos animales concretos. En los fudepen se han sustituido por pelos sintéticos.
La tinta del fudepen no es como la tinta usada en la caligrafía tradicional. La tinta tradicional no es tan concentrada y líquida a la vez, y si se utiliza en un papel satinado tipo offset, de los usados hoy en día, la tinta resbala y apenas se adhiere al papel. Sin embargo, la tinta del fudepen es más parecida a la tinta de estilográfica, consiguiendo una gran adherencia y unos tonos muy oscuros.